# Nítkovice
Nítkovice település Csehországban, Kroměříži járásban. Nítkovice Morkovice-Slížany, Kunkovice, Litenčice, Pačlavice, Švábenice és Nemochovice településekkel határos. Lakosainak száma 235 fő (2024. január 1.).

## Népesség
A település lakosságának változását az alábbi diagram mutatja:
| Lakosok száma | 458  | 537  | 547  | 407  | 285  | 283  | 238  | 233  | 234  | 235  |
|               | 1869 | 1890 | 1921 | 1950 | 1980 | 2001 | 2017 | 2019 | 2022 | 2024 |